# Koutny Ilona
Koutny Ilona (Budapest, 1953. március 1. –) nyelvész, francia szakos filológus, magyar származású lengyel eszperantista, egyetemi professzor.

## Életútja
1997 óta él Lengyelországban. Matematikából, francia filológiából és eszperantológiából diplomázott a budapesti Eötvös Loránd Tudományegyetemen (ELTE) 1977-ben (Téma: Nagy matematikusok és nyelvmodellezés, Szerdahelyi Istvánnal), majd általános és alkalmazott nyelvészetet tanult, és 1990-ben az ELTE-n nyelvtudományi doktorátust is szerzett (Téma: A beszédszintézis alkalmazása a magyar és az eszperantó nyelv számítógépes oktatásában). Nyelvész végzettséggel a poznani Ádám Mickiewicz Egyetemen (Lengyelország) habilitált 2009-ben, (Téma: A természetes nyelv feldolgozása a magyar beszédszintézishez).
Először informatikusként dolgozott kutatóintézetekben, majd szerkesztőként az Eszperantó Világszövetség (UEA) volt tudományos kiadói központjában, Budapesten (1983-85), az Interkomputo magazin társszerkesztője volt. 1986-tól a Budapesti Műszaki Egyetemmel együttműködve beszédfeldolgozással foglalkozott, többnyelvű beszédszintézis rendszer keretében fejlesztette ki az eszperantó beszédszintézis rendszert, az ESPAROL, és a PAROLERN beszédoktató programjain dolgozott, de együttműködött a gépi fordítás DLT projekttel is, magyar kollégákkal elkészítette a magyar modult.
Prof. Szerdahelyi István halála után 1987-ben vette át az eszperantó nyelv és nyelvészet oktatását az Eötvös Egyetem Nyelvészeti Tanszékének eszperantó tanszékén. Társalapítója az évek óta működő Nemzetközi Eszperantológiai Tanszéknek, és különféle országokból származó diplomásoknak tartott esperantológiai mesterképzést, számítógépes és alkalmazott nyelvészetről tartott előadásokat. A Magyarországi Eszperantó Szövetség Vizsgabizottságának elnöke volt, és az akkori C-tanfolyamok résztvevőjeként tanított.
1997-ben Lengyelországba költözött (férje lengyel eszperantista, Zbigniew Galor), ahol magyar nyelvet és nyelvtudományt tanít a poznani Adam Mickiewicz Egyetem Nyelvészeti Intézetében. 2010 óta a Finnugor Tanszéket vezeti. 1997-ben ott alapította és vezeti a nemzetközi posztgraduális interlingvisztikai tanulmányokat, előadásokat tart az eszperantó nyelvtanról, valamint a nemzetközi és interkulturális kommunikációról. Az utóbbi években a tanulmányok az ILEI és az Edukado.net tanárképzés részvevőivel zajlottak. A 2009/10-es tanév óta Michael Farris kollégájával közösen, számos nemzetközi Erasmus-hallgató részvételével, vezet angol nyelvtanfolyamot a Nemzetközi Kommunikáció – Nemzetközi nyelvek témában a Nyelvtudományi Intézet hallgatói számára.
1998 óta az Eszperantó Akadémia tagja, 1986 óta a San Marino Nemzetközi Tudományos Akadémia előadója, az UEA, az ILEI, a CED tagja. Gyakran tudományos fórumokon tart előadásokat (IKU, Eszperantológiai konferencia, AIS foglalkozások, KCE, GIL konferenciák stb.). Különböző szinteken vezet eszperantó tanfolyamokat, ill. cikkeket publikál számos nyelven.
Szerkesztette a Magyar-Eszperantó szótárat. A Strukturált eszperantó aktuális szótár többnyelvű projekten dolgozik, amelynek 3 kötete lexikális és kommunikációs gyakorlatokkal már megjelent: angol-eszperantó-magyar rövid szótár a tanulásról és munkáról (2002), a nyelv és a kommunikáció (2003), az emberi élet és a lakás (2005). Elkészült a Lernado kaj Laboro (2005) angol-eszperantó-litván változata, majd 2008-ban a Lingvo kaj Komunikado német-eszperantó-lengyel változata következett.
1997 óta Lengyelországban él, férje Zbigniew Galor.

## Eszperantó vonatkozású tevékenysége
- szótárszerkesztés
- Országok, ahol eszperantó tevékenységet folytatott: Franciaország, Németország, Magyarország, Lengyelország, Svédország, USA

## Munkái
- Előadás: Interkultura komunikado en Eŭropo: la angla kaj Esperanto kiel alternativaj komunikiloj en Christer Kiselman – 2003
- C. Simpozio pri interkultura komunikado. Prago: KAVA-PECH – 2005
- Hungara-Esperanta Meza Vortaro (ĉefredaktoro kun Szerdahelyi István) – 1996

## Díjak, elismerések
- Magyarországi Eszperantó Szövetség kitüntetése – 1989
- Eszperantó Világszövetség, Grabowski-díj – 2008
- Az év eszperantistája – 2008
- Alena Esperanto-Kulturpremio, FAME-díj – 2018[1]

## Társasági tagság
- Akademio de Esperanto (AdE) – 1998

## Fordítás
- Ez a szócikk részben vagy egészben  az   Ilona Koutny című eszperantó Wikipédia-szócikk ezen változatának fordításán alapul.  Az eredeti cikk szerkesztőit annak laptörténete sorolja fel. Ez a jelzés csupán a megfogalmazás eredetét és a szerzői jogokat jelzi, nem szolgál a cikkben szereplő információk forrásmegjelöléseként.